# Laura de Noves

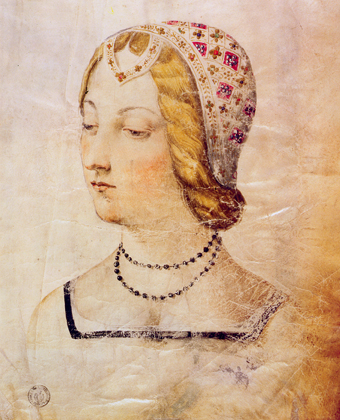
Retrat de Laura de Noves

Laura de Noves (Avinyó, Valclusa, 1308 - Avinyó', 6 d'abril de 1348) fou una dama provençal. És possible que fos el gran amor de Petrarca, que la immortalitzà en la seva obra.

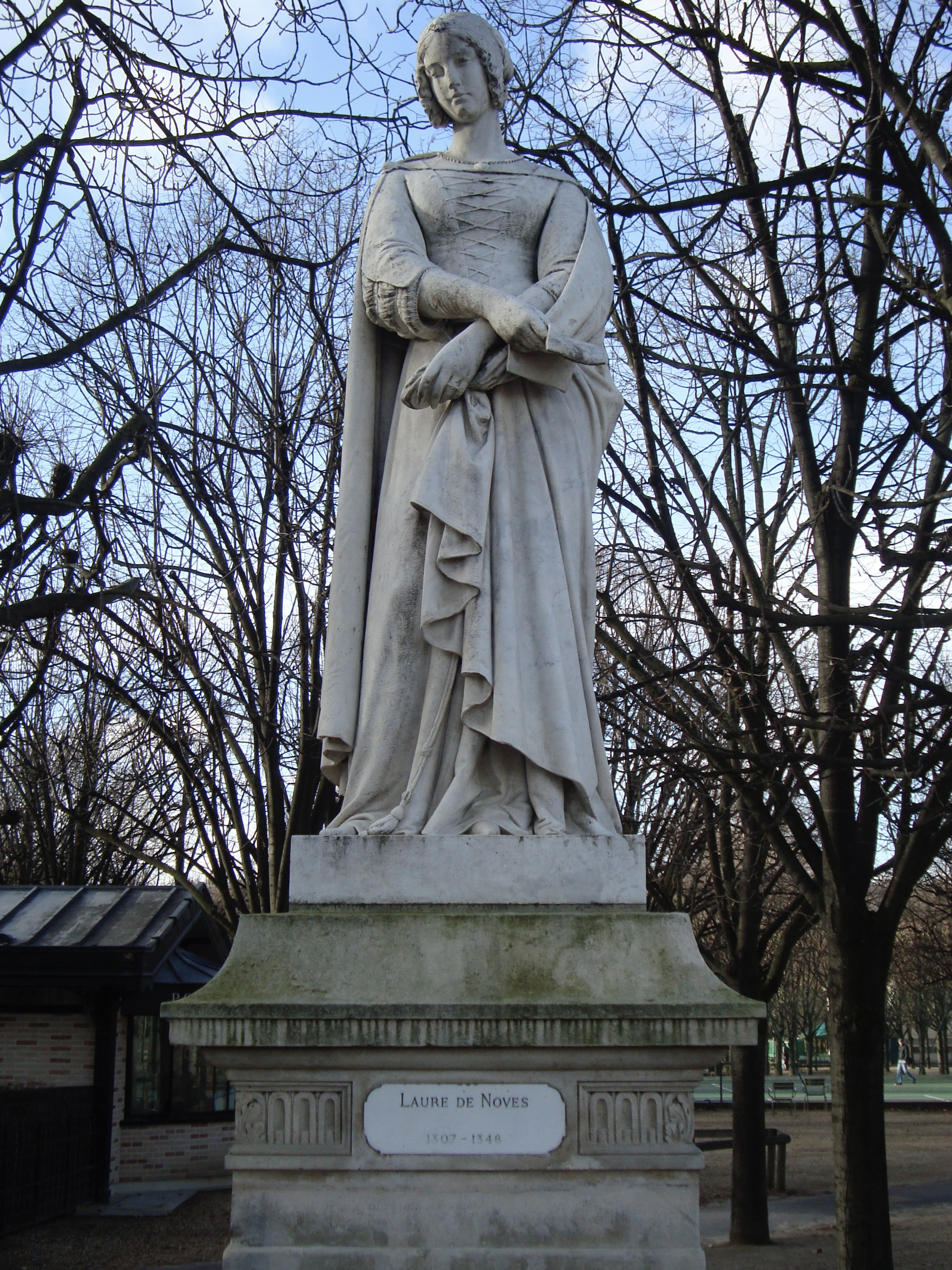
Estatua de Laura de Noves al Jardí de Luxemburg (París)

Filla d'Ermessenda de Réal i del cavaller Audibert de Noves, es va casar amb el marquès Hugo de Sade el 1325. Quan la va veure per primera vegada el cèlebre poeta, el 6 d'abril de 1327 (divendres de Passió) a l'església de Santa Clara d'Avinyó, en restà tan enamorat de la seva bellesa, que des de llavors Laura fou la inspiradora de la seva poesia. Rebut Petrarca a la mansió on ella vivia, amb el consentiment del seu espòs, ja que l'afalagaven els homenatges literaris dirigits a Laura, el poeta tractà de manifestar a la seva enamorada els desitjos culpables que li inspirava la seva bellesa, mes llavors Laura el refusà, acomiadant-lo de casa seva, sense deixar, però, de continuar sentint pel poeta un amor que de cap manera volia que fos impur.
Laura morí víctima de la pesta i fou sepultada a l'església dels frares menors franciscans d'Avinyó. Al Jardí de Luxemburg a París, hi ha una estàtua de Laura, d'Ottin. En assabentar-se Petrarca de la seva mort, escriví una breu oració fúnebre al manuscrit de Virgili, i es pot afirmar que tot el Canzionere del poeta està dedicat a Laura de Noves.